# Danewitz
Danewitz ist ein Ortsteil der amtsangehörigen Stadt Biesenthal im Landkreis Barnim in Brandenburg. Der Ort gehört dem Amt Biesenthal-Barnim an und war bis zum 26. Oktober 2003 eine eigenständige Gemeinde.

## Lage
Danewitz liegt im Norden der Landschaft Barnim, acht Kilometer nordöstlich der Stadt Bernau bei Berlin und 15 Kilometer südwestlich der Kreisstadt Eberswalde. Unweit des Ortes liegt das Naturschutzgebiet Biesenthaler Becken, wobei die Gemarkung von Danewitz nicht mehr teil dieses Schutzgebietes ist. Im Süden wird die Gemarkung von dem Waldgebiet Danewitzer Fichten durchquert. Durch den Ort Danewitz fließt der Danewitzer Abflussgraben, dazu kommt noch der Danewitzer Schutzgraben nördlich des Ortes. Im Schmettauschen Kartenwerk aus dem Jahr 1767 ist westlich von Danewitz noch ein Danewitzer See verzeichnet, dieser heißt heute Dewinsee.
Die Gemarkung von Danewitz grenzt im Norden an die der Stadt Biesenthal, im Osten an den Ortsteil Grüntal der Gemeinde Sydower Fließ, im Süden an Tempelfelde (ebenfalls in der Gemeinde Sydower Fließ) sowie im Westen an die Gemeinde Rüdnitz. Zu Danewitz selber gehören die Wohnplätze Siedlung und Priesterpfuhlsiedlung, die beide im Gebiet der Danewitzer Fichten liegen.
Durch Danewitz führt die Kreisstraße 6005, die von dort aus nach Rüdnitz führt. Etwa zwei Kilometer nördlich des Ortes liegt die Landesstraße 29 zwischen Biesenthal und dem Dorf Heckelberg. Drei Kilometer südwestlich befindet sich die Landesstraße 200 zwischen Biesenthal und Bernau. Die nächstgelegene Autobahnanbindung ist die neun Kilometer entfernte Abfahrt Lanke an der Bundesautobahn 11. Durch Danewitz verläuft des Weiteren die Bahnstrecke Berlin–Stettin, der nächstgelegene Bahnhof befindet sich in Biesenthal.

## Geschichte
Erstmals urkundlich erwähnt wurde Danewitz 1375 als Dorf im Landbuch der Mark Brandenburg, bereits im Jahr 1364 tauchte der Personenname Clawus Danewutz auf. Bei dem Ortsnamen handelt es sich laut Reinhard E. Fischer um eine Namensübertragung des Ortsnamens von Dennewitz, dessen Name sich von dem slawischen Personennamen Dan ableitet.
Der Ort wurde im 12. Jahrhundert angelegt und wurde im Mittelalter von seiner Lage an der Handelsstraße „Via Bizal“ beeinflusst. Seit 1595 gab es in Danewitz eine Schmiede. 1826 wurde Danewitz durch einen Dorfbrand zerstört, mit dem Wiederaufbau von Ort und Kirche wurde 1832 begonnen. Danewitz gehörte historisch dem Amt Biesenthal an, dieses wurde 1839 aufgelöst und Danewitz gehört von da an zum Rentamt Neustadt-Eberswalde. Bereits seit 1817 gehörte die Gemeinde zum Landkreis Oberbarnim in der preußischen Provinz Brandenburg. 1841 hatte Danewitz 224 Einwohner.
Bei der DDR-Kreisreform im Juli 1952 wurde der Landkreis Oberbarnim aufgelöst und Danewitz lag von da an im Kreis Eberswalde im Bezirk Frankfurt (Oder). Seit der Wende sowie der brandenburgischen Kreisreform 1993 gehört der Ort zum Landkreis Barnim. Am 26. Oktober 2003 wurde Danewitz nach Biesenthal eingemeindet.

## Sehenswürdigkeiten

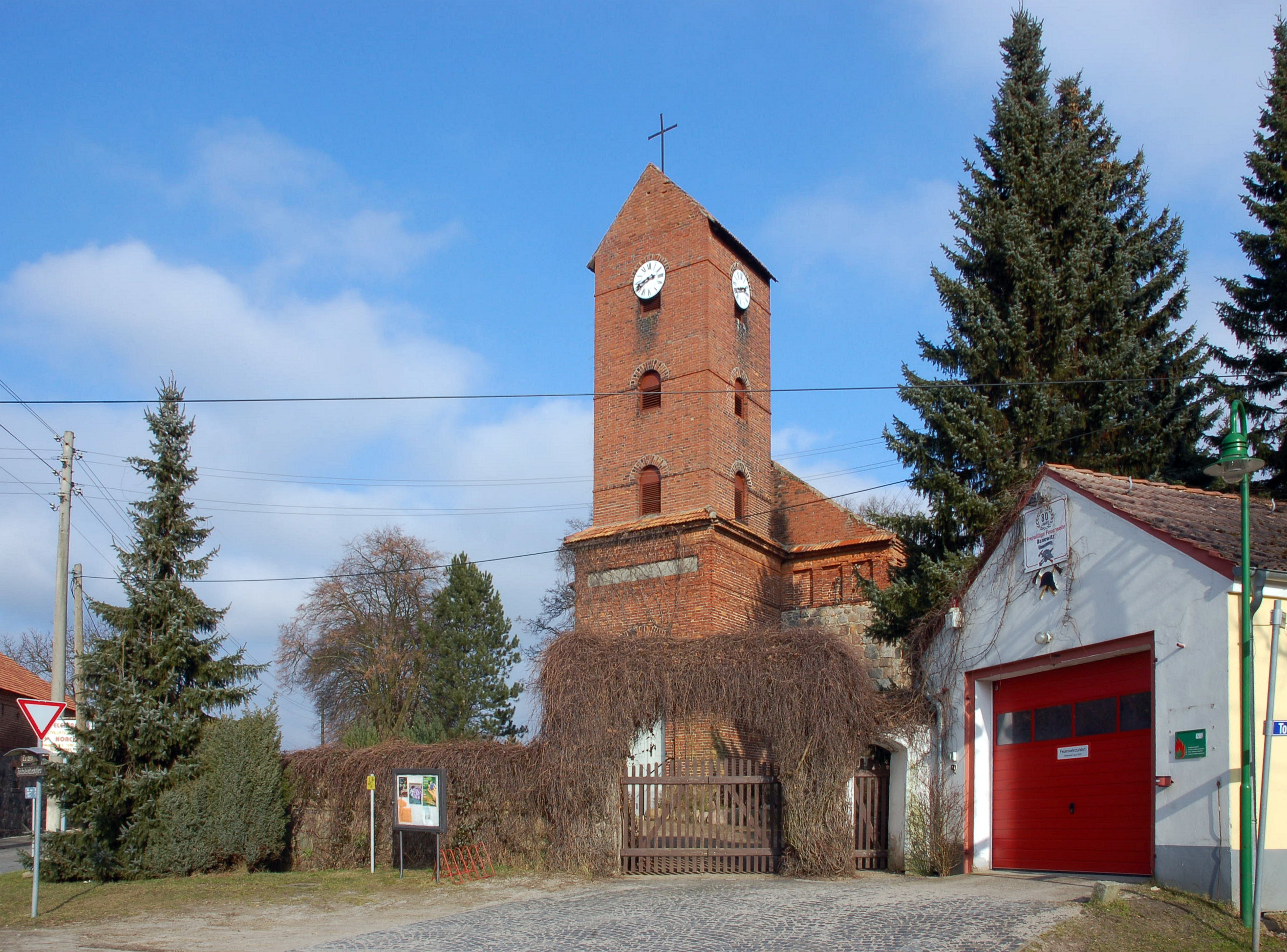
Dorfkirche Danewitz

- Die Dorfkirche Danewitz ist ein Feldsteinsaalbau aus dem 13. Jahrhundert. Beim Dorfbrand im Jahr 1826 wurde die Kirche zerstört, mit dem Wiederaufbau wurde im Zuge der Rekonstruktion von Danewitz 1832 begonnen. Dabei wurde auch der quadratische Westturm aus Backstein hinzugefügt. Die Ausstattung stammt größtenteils aus dem Jahr 1834.

## Einwohnerentwicklung
| Jahr | Einwohner |
| ---- | --------- |
| 1875 | 317       |
| 1890 | 324       |
| 1925 | 306       |

| Jahr | Einwohner |
| ---- | --------- |
| 1933 | 270       |
| 1939 | 293       |
| 1946 | 386       |

| Jahr | Einwohner |
| ---- | --------- |
| 1950 | 339       |
| 1964 | 278       |
| 1971 | 248       |

| Jahr | Einwohner |
| ---- | --------- |
| 1981 | 206       |
| 1989 | 176       |
| 1992 | 179       |

| Jahr | Einwohner |
| ---- | --------- |
| 1998 | 238       |
| 2002 | 234       |

Gebietsstand des jeweiligen Jahres